# Ulrike Sommer (Leichtathletin)
Ulrike Sommer (* 11. April 1959 in Gelnhausen) ist eine ehemalige deutsche Leichtathletin.

## Sportliche Karriere
Ulrike Sommer trat bis 1978 für die LG Fichtelgebirge an und wechselte dann zum LAC Quelle nach Fürth. Bei den Deutschen Meisterschaften wurde sie viermal Dritte im 100-Meter-Lauf, zweimal Dritte im 200-Meter-Lauf und einmal Dritte im 400-Meter-Lauf. In der Halle wurde sie zweimal Dritte über 200 Meter.
Von 1977 bis 1985 trat Sommer neunmal bei Länderkämpfen im Nationaltrikot an. Bei den Junioreneuropameisterschaften 1977 gewann sie mit der bundesdeutschen 4-mal-100-Meter-Staffel die Silbermedaille. 1980 gehörte Sommer zur bundesdeutschen Mannschaft, die wegen des Olympiaboykotts nicht bei den Olympischen Spielen antreten durfte. 
Ulrike Sommer war bis 1993 mit dem Weitspringer Ulrich Wrede verheiratet.

## Bestleistungen
- 100 Meter: 11,30 Sekunden am 30. Mai 1981 in Fürth
- 200 Meter: 23,00 Sekunden am 30. Mai 1981 in Fürth
- 400 Meter: 52,73 Sekunden am 3. August 1985 in Stuttgart